# Подземная Великая китайская стена
Подземная Великая китайская стена (или Великая подземная стена Китая) — неформальное обозначение для огромной системы подземных туннелей, которые используются китайскими вооруженными силами (в частности Ракетными войсками КНР) для скрытого хранения, обслуживания и транспортировки мобильных комплексов с МБР (с ядерными боеголовками). Термин был впервые применен американцами (англ: The Underground Great Wall of China) в экспертной среде и потом в СМИ, но затем этот термин был также переведен на китайский (кит. упр. 地下长城) и теперь широко используется мировыми СМИ.

### Возникновение термина
Термин впервые упомянут в статье эксперта по ядерным вооружениям Филлипа Карбера (Кэрбера; Phillip A. Karber), который в августе 2011 года издал доклад (360 страниц) с названием: «Китайская Великая подземная стена: вызов для контроля ядерных вооружений». Его доклад также утверждал, что принятые в США оценки ядерного арсенала Китая (200—400 боеголовок) в корне неверные, их надо увеличить до 3000 боеголовок, так как одна миля мощного подземного туннеля по стоимости равняется одной МБР с ядерной боеголовкой. Доклад Карбера вызвал острую реакцию в СМИ, особенно среди экспертов по ядерному оружию и контролю вооружений, многие эксперты США отрицали существование такой системы.

### Указания на наличие и масштаб системы туннелей из официальных источников
В декабре 2009 года, ещё до публикации доклада Филлипа Карбера, официальное китайское государственное телевидение показало выступление представителей армии Китая, которые заявили, что 2-й артиллерийский корпус (прежнее название Ракетных войск КНР до января 2016 года) уже давно строит гигантскую сеть военных туннелей, протянувшуюся почти на 3000 миль (более 4500 км). Это заявление подстегнуло работу Карбера над докладом.
Аналогичные заявления и даже телерепортажи из Китая имели место и позднее.

### Указания на наличие и масштаб системы туннелей из неофициальных источников
В ходе ликвидации последствий катастрофического землетрясения 12 мая 2008 в китайской провинции Сычуань (оно унесло около 70 тысяч жизней) в кадры теленовостей неоднократно попадали военнослужащие армии Китая с эмблемами 2-го артиллерийского корпуса, иногда одетые в защитные костюмы и с дозиметрами. Власти официально сообщали о направлении в район катастрофы тысяч специалистов по радиационной защите. Также в телерепортажи попали кадры с крупными обвалами, обнажившими странные структуры из бетона, напоминающие сильно укреплённые туннели либо порталы туннелей.
Помимо этого, есть много спутниковых снимков, на которых отражена работа по постройке туннелей или её последствия.

### Возможные альтернативные назначения системы туннелей
Основным назначением этой системы туннелей является укрытие пусковых комплексов с МБР от любого наблюдения (со спутников, с самолётов, с дронов, с помощью шпионов), затруднение подсчета количества китайских МБР и ядерных боеголовок, сокрытие их точного местоположения, а также гарантированное нанесение ответного ракетно-ядерного удара по агрессору. После первого удара противника мобильные комплексы с МБР выезжают через обычные порталы (или ещё не прорытые «слепые» окончания туннелей при наличии в туннеле горнопроходческого оборудования и персонала, обученного работам по прокладке коротких туннелей в заранее выбранных и подготовленных местах) и выпускают баллистические ракеты по противнику.
Также некоторыми экспертами предполагается наличие и других способов применения системы туннелей — хранение вооружений и запасов для сухопутных войск и ВВС, стратегических государственных резервов. Возможно и производство в этих туннелях как ядерных боеголовок (по аналогии с военными ядерными реакторами в Железногорске), так и МБР (по аналогии с производством баллистических ракет Фау-2 на подземных заводах Германии в ходе Второй мировой войны).